# Melanagromyza ballardi
Melanagromyza ballardi är en tvåvingeart som beskrevs av Spencer 1965. Melanagromyza ballardi ingår i släktet Melanagromyza och familjen minerarflugor. Inga underarter finns listade i Catalogue of Life.